# Oberlin, Ohio
Oberlin là một thành phố thuộc quận Lorain, tiểu bang Ohio, Hoa Kỳ. Năm 2010, dân số của thành phố này là 8286 người.

## Dân số
- Dân số năm 2000: 8195 người.
- Dân số năm 2010: 8286 người.